# Любий Артем Вікторович
Арте́м Ві́кторович Лю́бий (21 жовтня 1997, Хмельницький — 6 лютого 2024, Терни, Донецька область) — український військовослужбовець, учасник російсько-української війни.

## Життєпис
Народився 21 жовтня 1997 року у Хмельницькому.
Після закінчення Хмельницької загальноосвітньої школи — навчався у вищому професійному училищі, де здобув професію електрика.
Після здобуття освіти працював за фахом на МКП «Хмельницькводоканал».
2017 року був призваний на службу у Національну гвардію України. У липні 2018 року вступив до Київського інституту НГУ.
Повномасштабну вторгнення зустрів на останньому курсі. Отримав офіцерське звання лейтенанта та розпочав службу.
З жовтня 2023 року воював у складі центру спеціального призначення НГУ.
Загинув 6 лютого 2024 року поблизу населеного пункту Терни Донецької області під час артилерійського обстрілу.

## Нагороди
- Орден «За мужність» ІІІ ступеня[2].